# Hypolycaena phorbas
Hypolycaena phorbas är en fjärilsart som beskrevs av Fabricius 1793. Hypolycaena phorbas ingår i släktet Hypolycaena och familjen juvelvingar. Inga underarter finns listade i Catalogue of Life.

## Bildgalleri

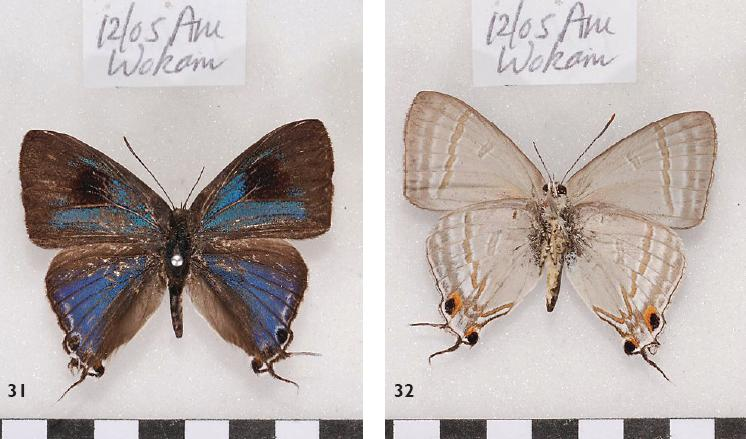
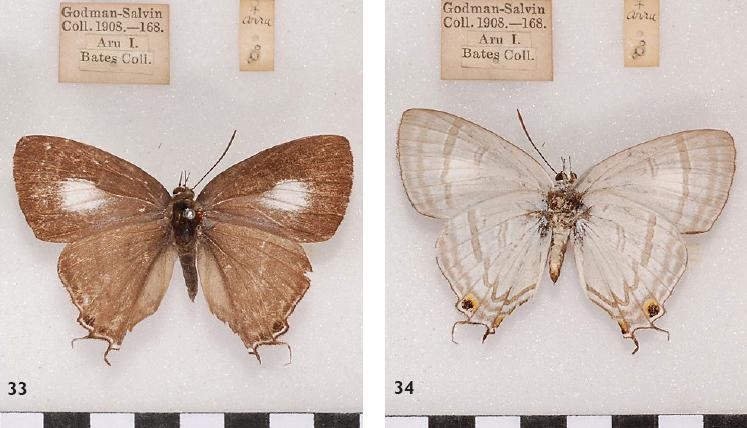
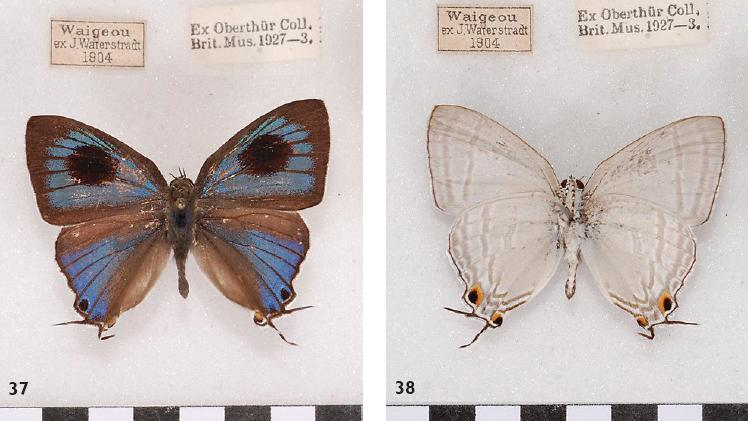
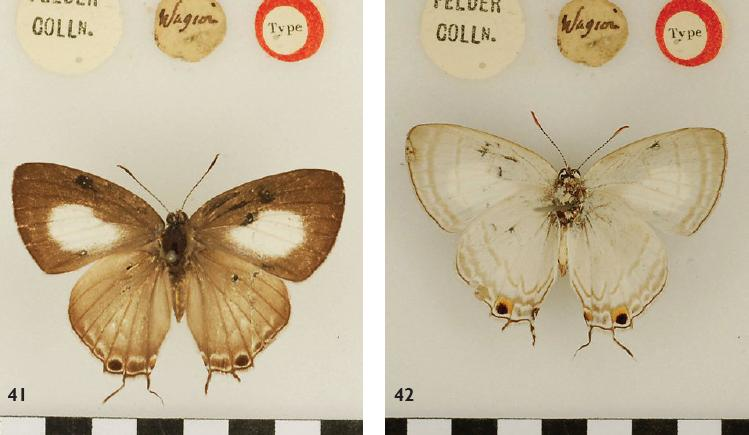